# Xyletobius euceras
Xyletobius euceras är en skalbaggsart som beskrevs av Perkins 1910. Xyletobius euceras ingår i släktet Xyletobius och familjen trägnagare. Inga underarter finns listade i Catalogue of Life.